# Oostelijke bandkeramiek
De oostelijke bandkeramiek, ook oostelijke lineaire bandkeramiek of Alföld lineaire keramiek (ALK) genoemd, was een archeologische cultuur van het neolithicum in Europa. Ze is vernoemd naar de Grote Hongaarse Laagvlakte (Alföld) en naar het belangrijkste type aardewerkversiering, dat bestond uit ingesneden motieven. 
De Alföld-lineaire bandkeramiek dateert uit ongeveer 5500 - 4900 v.Chr. en was daarmee gelijktijdig met de verwante westelijke lineaire bandkeramiek (LBK). Haar verspreidingsgebied strekte zich uit van Oost-Hongarije via Roemenië en Slowakije tot Karpato-Roethenië. 

## Verspreidingsgebied
Het gebied van de ALK lag aan het riviersysteem van de Tisza. Het omvatte de Grote Hongaarse Laagvlakte in het oosten van Hongarije en strekte zich uit tot het oosten van Slowakije, Karpato-Roethenië en het noordwesten van Roemenië. Het verspreidingsgebied werd in het noorden en oosten begrensd door de Karpaten. In het westen vormde een gebied zonder vondsten de grens met het Donaugebied. De zuidgrens was het centrale Tisza-gebied, dat grensde aan het nederzettingsgebied van de Köröscultuur. In de latere fasen breidde het ALK-verspreidingsgebied zich verder zuidwaarts uit tot aan de grens van de Vinčacultuur en tot in Roemenië. 

## Chronologische structuur
De ALK kwam voort uit de Köröscultuur. In de nederzetting Füzesabony-Gubakut werd in de oudste lagen naast Szatmár-materiaal ook Körös-keramiek gevonden. Deze lagen konden worden gedateerd in de periode tussen 5620 en 5470 v.Chr. Een reeks van Körös tot ALK werd ook gevonden in Tiszaszőlős-Domaháza-puszta.
Op basis van het aardewerk kan de ALK in verschillende niveaus worden verdeeld. De oudste fase wordt de Szatmár- groep genoemd en komt uniform tot uiting in grote delen van het verspreidingsgebied. Volgens de gegevens van Füzesabony-Gubakut overlappen de vroege Szátmar en late Körös elkaar. 
Bij de verdere ontwikkeling viel het ALK, net als de westelijke bandkeramiek, uiteen in vele kleine regionale groepen die zich onderscheidden door hun aardewerk. De belangrijkste regionale groepen waren de Bükk-, Tiszadob- en Szakálhátcultuur in Oost-Hongarije, de Raskovcecultuur in Slowakije en de Ciumeşti- of Pişcoltcultuur in Roemenië.

## Nederzettingen
De ALK-nederzettingen hadden een lineaire structuur. Niet alle huizen werden echter tegelijkertijd bewoond. De meeste huizen lagen langs rivieren. In het Füzesabony-gebied waren grotere nederzettingen vaak omringd door satellietnederzettingen. Lange tijd werd aangenomen dat de dragers van de ALK in zogenaamde kuilwoningen woonden, omdat er geen door paalgaten gedefinieerde huisplattegronden bekend waren. Recentere opgravingen in Füzesabony-Gubakút onthulden echter plattegronden van grote langhuizen, vergelijkbaar met die gevonden in de westelijke bandkeramiek. Het dak werd ondersteund door palen. De ruimtes tussen de palen waren verbonden met vlechtwerk en leem, dat bedekt werd met klei om de muren te vormen. Omdat de gevels van de woningen niet bewaard zijn gebleven, kunnen de posities van deuren en eventuele ramen, en de hoogte van de woningen niet betrouwbaar worden gereconstrueerd. De nederzetting bestond van 5600 tot 5200 v.Chr. Andere huizen zijn bekend uit Polgár-Király-Érpart. In Mezőkövesd-Mocsolyás zijn er helemaal geen paalgaten en de plattegronden van de huizen verschijnen alleen als concentraties verbrande leem.

## Economie
De dragers van de ALK bedreven landbouw en veeteelt. In Füzesabony-Gubakút behoorde 95% van de dierlijke botten tot gedomesticeerde soorten. Runderen en ovicapriden (schapen/geiten) waren in ongeveer gelijke verhoudingen vertegenwoordigd. In Tiszacsege hadden schapen echter de overhand. Visserij is ook aangetoond. Over het geheel genomen lijkt het belang van jagen en vissen echter te zijn afgenomen, vergeleken met de Köröscultuur. Domboróczki ging ervan uit dat de nieuwe economie zich ontwikkelde toen de dragers van de Köröscultuur de laaglanden verlieten en zich moesten aanpassen aan de drogere omgeving in de heuvels.

## Materiële cultuur

### Aardewerk
Het aardewerk omvat schalen, schotels met rechte en gebogen wanden, half- tot driekwart bolvormige vaten (zogenaamde 'kumpfen"), bekers, nappen en flessen. Bijzonder opmerkelijk zijn schalen en schotels met een hoge cilindrische voet. In het vroegste stadium van de ALK werd het aardewerk organisch gemagerd. Het was voorzien van decoraties in de vorm van brede ingesneden lijnen die kromlijnige en rechtlijnige motieven vormen. Beschilderd aardewerk kwam ook in het oudste stadium voor. De schildering werd in wit, rood of zwart op het oppervlak van het vat aangebracht. In de latere fasen werd het aardewerk nauwelijks nog organisch gemagerd. Beschilderde en ingesneden decoratie bleven naast elkaar bestaan. In de meest late vorm van ALK-aardewerk kwam een verscheidenheid aan motieven en decoratietechnieken voorr, die een onderverdeling in een de Tiszadob-groep, die wijdverspreid is in Zuid-Hongarije, de Szakálhát-groep, die wijdverspreid is in Noord-Hongarije, de Bükkcultuur in het westen en de Esztár-Pișcolt-Raskovce-groep in Oost-Hongarije, Roemenië en Slowakije mgelijk maken. 

### Stenen werktuigen
Kleine, geslepen, trapeziumvormige bijlen waren kenmerkend voor de vroegste stadia van de ALK, dwz. de Proto-ALK- of Szatmár-groep. Er kwamen ook grotere bijlen voor die een enigszins convexe doorsnede hadden. Deze vorm zette zich zelfs in de jongere stadia voort. Bij de latere ABK zijn ook grote schoenleestbijlen aanwezig. Een andere innovatie zijn de eerste stenen werktuigen met een steelgat. Deze omvatten bijlen en bolvormige of schijfvormige knotsen. 
Het voorkeursmateriaal voor het maken van stenen werktuigen, vooral in het noordelijke Tisza-gebied, was obsidiaan. In het verspreidingsgebied van de ALK kwam dit uitsluitend in het Semplin-gebergte in het Hongaars-Slowaakse grensgebied voor, en werd tot een afstand van 500 km verhandeld. Depotvondsten van kernen en afgewerkte gereedschappen, evenals werkplaatsen, duiden erop dat individuen of kleine groepen gespecialiseerd waren in de productie en handel van stenen werktuigen. 

### Benen artefacten
De ALK kende een breed scala aan verschillende benen werktuigen. Priemen, harpoenen, maar ook lepel- en spatelachtige werktuigen kwamen voor. Soms werden er ook werktuigen van hertengeweien gemaakt. Over het geheel genomen komen benen werktuigen echter in de archeologische vondsten slechts spaarzaam voor. 

## Cult en religie
Cultusuitingen van de ALK werden gevonden in het hele verspreidingsgebied. Er waren menselijke beeldjes, gezichtsvaten, uitgesneden menselijke afbeeldingen en, zelden, afbeeldingen die op vaten waren opgebracht. Een bijzonder kenmerk waren de zogenaamde "hybride wezens", menselijke gezichten op vierpotige lichamen. Afbeeldingen van dieren zijn zeldzamer. Een vat in de vorm van een varken werd gevonden in Tiszacsege, daterend uit de oudste fase van de ALK (Szatmár-groep). Van latere datum zijn diervormige vaatsresten uit het Slowaakse Šarišské Michaľany. Deze dateren uit de tijd van de Bükk- en Tiszadobculturen. Aardwerken zoals bekend van de westelijke bandkeramiek zijn in het ALK-gebied nog niet gevonden.

## Begrafenisritueel
Tot op heden zijn er slechts enkele graven uit de ALK bekend. Dit zijn meestal hurkgraven met een paar aardewerken grafgiften. Echte begraafplaatsen zijn zeldzaam. Uit de vroegste fase van de ALK werd in Mezőkövesd-Mocsolyás een begraafplaats met meerdere graven opgegraven. Een nederzettingsbegrafenis in de cultuurlaag werd gevonden in Tiszaszőlős-Domaháza-puszta. Het bestond slechts uit een paar lange botten, een schedelfragment en vingerbotjes.